# 59ª Mostra internazionale d'arte cinematografica di Venezia
La 59ª edizione della Mostra internazionale d'arte cinematografica di Venezia si è svolta a Venezia, Italia, dal 28 agosto al 7 settembre 2002: direttore della Mostra è ancora Moritz De Hadeln.
A dare il via alla Mostra, il film Frida di Julie Taymor. Il 5 settembre fu presentato fuori concorso il film collettivo 11 settembre 2001, che attirò l'attenzione dei media internazionali: si trattava di un'anteprima internazionale del film, la cui distribuzione iniziò col Toronto Film Festival l'11 settembre, in concomitanza col primo anniversario degli attentati contro le Torri Gemelle e il Pentagono.
Fra gli eventi corollario della Mostra, un'importante retrospettiva su Michelangelo Antonioni.

## Giuria e Premi
La giuria era così composta:

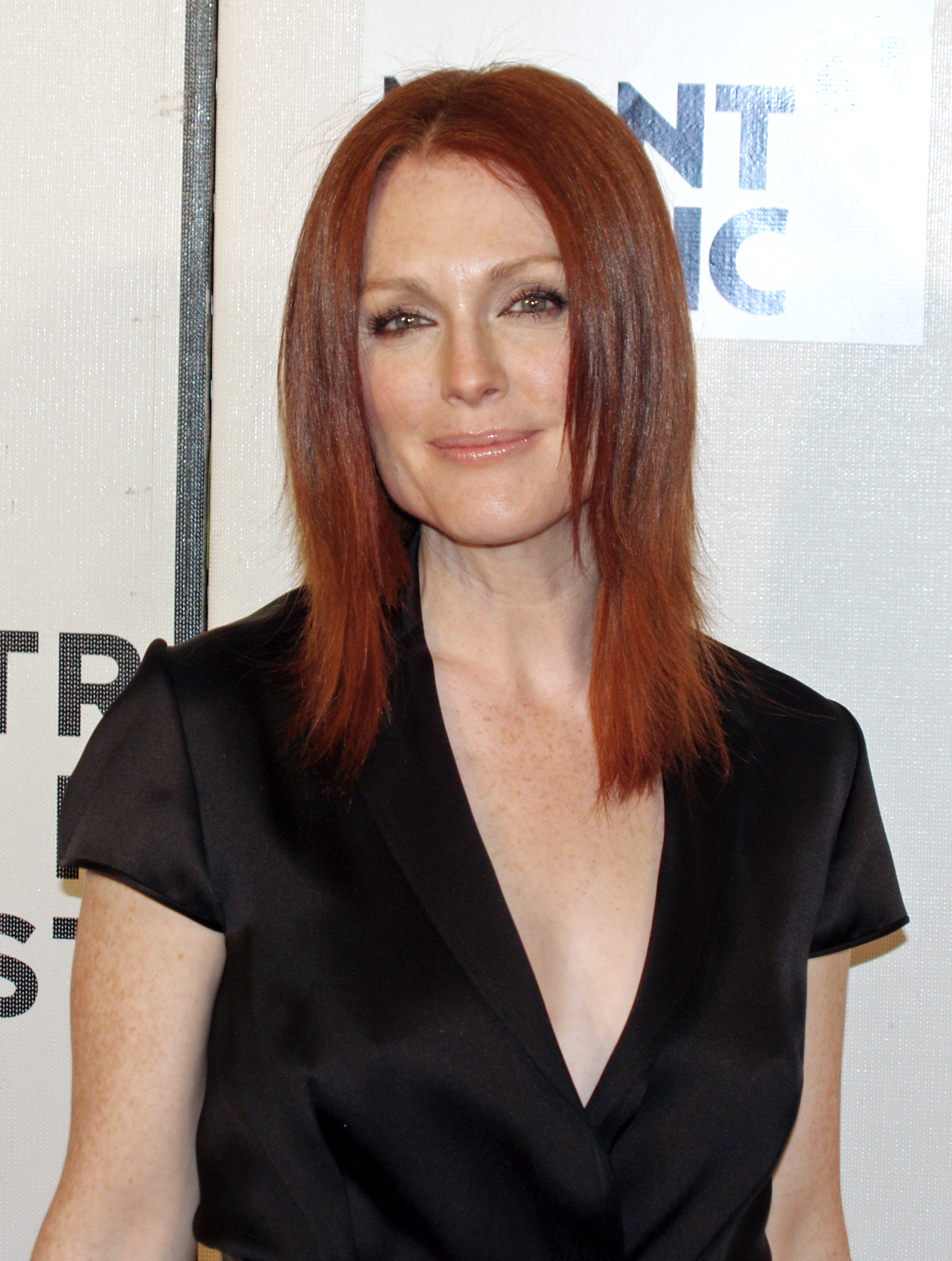
Julianne Moore, Coppa Volpi 2002

- Gong Li (presidente, Cina), Jacques Audiard (Francia), Evgenij Evtusenko (Russia), Ulrich Felsberg (Germania), László Kovács (Ungheria), Francesca Neri (Italia), Yesim Ustaoglu (Turchia).

La Controcorrente - Premio S. Marco era invece così composta:
- Ghassan Abdul Khalek (presidente, Libano), Catherine Breillat (Francia), Peggy Chiao (Taiwan), Klaus Eder (Germania), Enrico Ghezzi (Italia).

La Giuria Opera Prima - "Luigi de Laurentiis" - Leone del Futuro:
- Paolo Virzì (presidente, Italia), Katinka Faragó (Svezia), Reinhard Hauff (Germania), Derek Malcolm (Gran Bretagna), Eva Zaoralova (Repubblica Ceca).

I principali premi distribuiti furono:
- Leone d'oro al miglior film: Magdalene (The Magdalene Sisters) di Peter Mullan
- Leone d'argento - Gran premio della giuria: La casa dei matti (Dom durakov) di Andrej Končalovskij
- Leone d'argento - Premio speciale per la regia: Lee Chang-dong per Oasis
- Coppa Volpi al miglior attore: Stefano Accorsi per Un viaggio chiamato amore
- Coppa Volpi alla miglior attrice: Julianne Moore per Lontano dal paradiso (Far from Heaven)
- Premio Marcello Mastroianni: Moon So-ri per Oasis
- Leone d'oro alla carriera: Dino Risi

## Film in concorso
- Au plus près du paradis, regia di Tonie Marshall (Francia/Spagna/Canada)
- Dolls, regia di Takeshi Kitano (Giappone)
- La casa dei matti (Dom durakov), regia di Andrej Končalovskij (Russia/Francia)
- Era mio padre (Road to Perdition), regia di Sam Mendes (Stati Uniti d'America)
- Frida, regia di Julie Taymor (Stati Uniti d'America)/Canada/Messico) - film d'apertura
- Führer EX, regia di Winfried Bonengel (Germania/Italia)
- Il bacio dell'orso (Bear's Kiss), regia di Sergej Bodrov (Germania/Svezia/Russia/Spagna/Francia/Italia)
- Julie Walking Home, regia di Agnieszka Holland (Germania/Canada/Polonia/Stati Uniti d'America)
- L'uomo del treno (L'homme du train), regia di Patrice Leconte (Francia/Regno Unito/Germania/Giappone)
- La forza del passato, regia di Piergiorgio Gay (Italia)
- Lontano dal paradiso (Far from Heaven), regia di Todd Haynes (Stati Uniti d'America/Francia)
- Magdalene (The Magdalene Sisters), regia di Peter Mullan (Irlanda/Regno Unito)
- Meili shiguang, regia di Chang Tso-chi (Taiwan/Giappone)
- Nackt, regia di Doris Dörrie (Germania)
- Nha Fala, regia di Flora Gomes (Portogallo/Francia/Lussemburgo)
- Oasis (Oasiseu), regia di Lee Chang-dong (Corea del Sud)
- Piccoli affari sporchi (Dirty Pretty Things), regia di Stephen Frears (Regno Unito)
- The Tracker, regia di Rolf de Heer (Australia)
- Un mondo quasi sereno (Un monde presque paisible), regia di Michel Deville (Francia)
- Un viaggio chiamato amore, regia di Michele Placido (Italia)
- Velocità massima, regia di Daniele Vicari (Italia)